# 松街駅
松街駅（ソンガえき、송가역）は、朝鮮民主主義人民共和国の平壌直轄市江東郡にある、朝鮮民主主義人民共和国鉄道省が管轄する鉄道駅である。

## 歴史
- 1939年6月29日：開業[1]

## 隣の駅
鉄道省
平徳線
金玉駅 - 松街駅 - 三登駅
徳山線
松街駅 - 徳山駅